# Gmina Ølgod
Gmina Ølgod (duń. Ølgod Kommune) – w latach 1970–2006 (włącznie) jedna z gmin w Danii w okręgu Ribe Amt. 
Siedzibą władz gminy było miasto Ølgod. 
Gmina Ølgod została utworzona 1 kwietnia 1970 na mocy reformy podziału administracyjnego Danii. Po kolejnej reformie w 2007 r. weszła w skład nowej gminy Varde.

## Dane liczbowe
- Liczba ludności: (♀ 5742 + ♂ 5609) = 11 351
  - wiek 0-6: 8,8%
  - wiek 7-16: 16,0%
  - wiek 17-66: 60,6%
  - wiek 67+: 14,5%
- zagęszczenie ludności: 46,1 osób/km²
- bezrobocie: 2,6% osób w wieku 17-66 lat
- cudzoziemcy z UE, Skandynawii i USA: 149 na 10 000 osób
- cudzoziemcy z krajów Trzeciego Świata: 178 na 10 000 osób
- liczba szkół podstawowych: 7 (liczba klas: 88)